# بطولة أمريكا الجنوبية تحت 17 سنة للسيدات 2008
بطولة أمريكا الجنوبية تحت 17 سنة للسيدات 2008 (بالإسبانية: Campeonato Sudamericano Femenino Sub-17 de 2008)‏ هو الموسم 1 من بطولة أمريكا الجنوبية تحت 17 سنة للسيدات. أقيم خلال الفترة 12 يناير 2008 وحتى 30 يناير 2008، وأشرف على تنظيمه كونميبول، وكان عدد الأندية المشاركة فيه 10، وفاز فيه منتخب كولومبيا لكرة القدم للسيدات.